# HD 57708
HD 57708，又名BD-02 2079，SAO 134585、HR 2807，是一颗恒星，视星等为6.23，位于銀經219.13，銀緯5.49，其B1900.0坐标为赤經7h 17m 17.6s，赤緯-2° 5.49′ 21″。